# Tramwaje w Brukseli
Tramwaje w Brukseli – system tramwajowy działający w stolicy Belgii, Brukseli.
Tramwaj kursuje przez wszystkie 19 gmin Brukseli: Anderlecht, Auderghem, Berchem-Sainte-Agathe, Bruxelles-Ville (Bruksela), Etterbeek, Evere, Forest, Ganshoren, Ixelles, Jette, Koekelberg, Molenbeek-Saint-Jean, Saint-Gilles, Saint-Josse-ten-Noode, Schaerbeek, Uccle, Watermael-Boitsfort, Woluwe-Saint-Lambert, Woluwe-Saint-Pierre.
Tramwaj obsługuje także gminy Dilbeek, Drogenbos, Kraainem, Wezembeek-Oppem i Tervuren na obrzeżach Brukseli.

## Historia

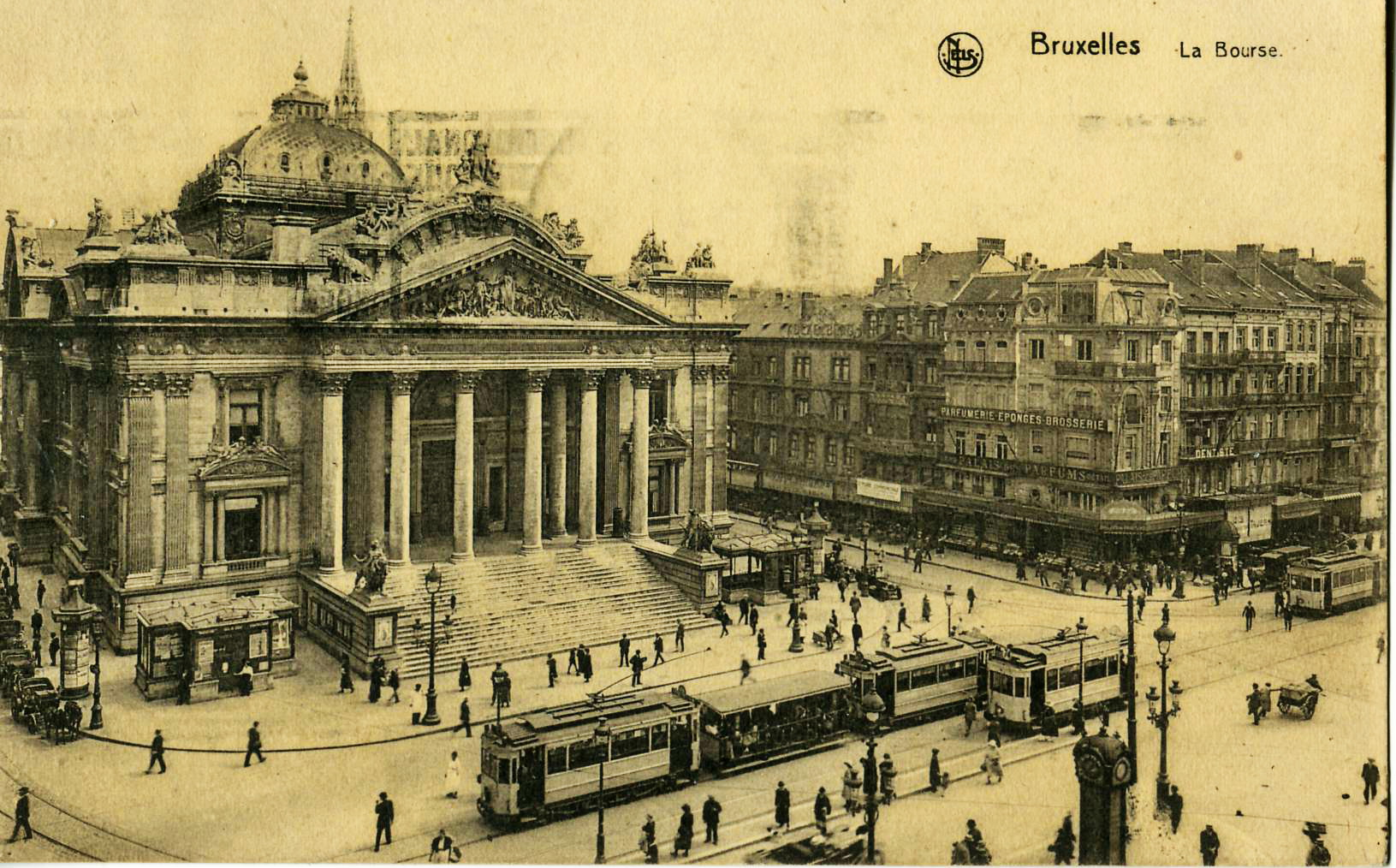
Przejazd tramwajowy na Place de la Bourse w latach dwudziestych XX wieku

Pierwsze tramwaje konne na ulice Brukseli wyjechały 1 maja 1869 – linia połączyła Porte de Namur z Bois de la Cambre. W kolejnych latach sieć rozbudowywano. Próbowano też uruchomić tramwaje parowe oraz akumulatorowe, jednak nie jeździły one dłużej niż rok. Ostatni raz tramwaje parowe wprowadzono do ruchu w 1879, ale i tym razem kursowały krócej niż rok. Pierwsze tramwaje elektryczne pojawiły się w Brukseli 1 maja 1894. W 1954 powstała spółka Société des Transports Intercommunaux de Bruxelles (STIB), która do dzisiaj jest operatorem tramwajów. W Brukseli znajduje się muzeum komunikacji miejskiej.
W 1885 długość linii liczyła 37 km. W wyniku ciągłej rozbudowy sieć tramwajowa w 1945 osiągnęła długość 241 km. W następnych latach zmniejszano długość sieci i w pierwszej połowie lat 80. XX wieku wynosiła 134 km.

### Premetro
W 1958 wybudowano pierwszy tunel tramwajowy w pobliżu dworca kolejowego Bruxelles Midi. W 1969 na osi wschód-zachód zainaugurowano pierwszy odcinek premetra, w tunelu znajduje się 6 stacji. W 1996 otwarto odgałęzienie linii tramwajowej w tunelu od stacji kolejowej Midi do stacji Bruxelles-Nord. Oprócz tunelu dla dwóch linii nr 3 i 4 określanych jako premetro w mieście istnieją jeszcze 3 inne tunele tramwajowe.

## Linie
Obecnie w Brukseli jest 18 linii tramwajowych:
| Linia | Trasa                                                   |
| ----- | ------------------------------------------------------- |
|       | Esplanade ↔ Churchill                                   |
|       | Gare du Nord / Noordstation ↔ Stalle (P)                |
|       | Heysel / Heizel ↔ Vanderkindere                         |
|       | Louise / Louiza ↔ Roodebeek                             |
|       | Arbre Ballon / Dikke Beuk ↔ Simonis                     |
|       | De Wand ↔ Groot-Bijgaarden                              |
|       | Boondael Gare / Boondaal Station ↔ Rogier               |
|       | Da Vinci ↔ Drogenbos Kasteel / Drogenbos Château        |
|       | Montgomery ↔ Ban Eik                                    |
|       | Montgomery ↔ Tervuren Station                           |
|       | Stade / Stadion ↔ Van Haelen                            |
|       | Da Vinci ↔ Rogier                                       |
|       | Cimetière de Jette / Kerkhof van Jette ↔ Da Vinci       |
|       | Marius Renard ↔ Montgomery                              |
|       | Berchem Station ↔ Drogenbos Kasteel / Drogenbos Château |
|       | Fort-Jaco ↔ Schaerbeek Gare / Schaarbeek Station        |
|       | Stade / Stadion ↔ Legrand                               |
|       | Louise / Louiza ↔ Dieweg                                |

## Tabor

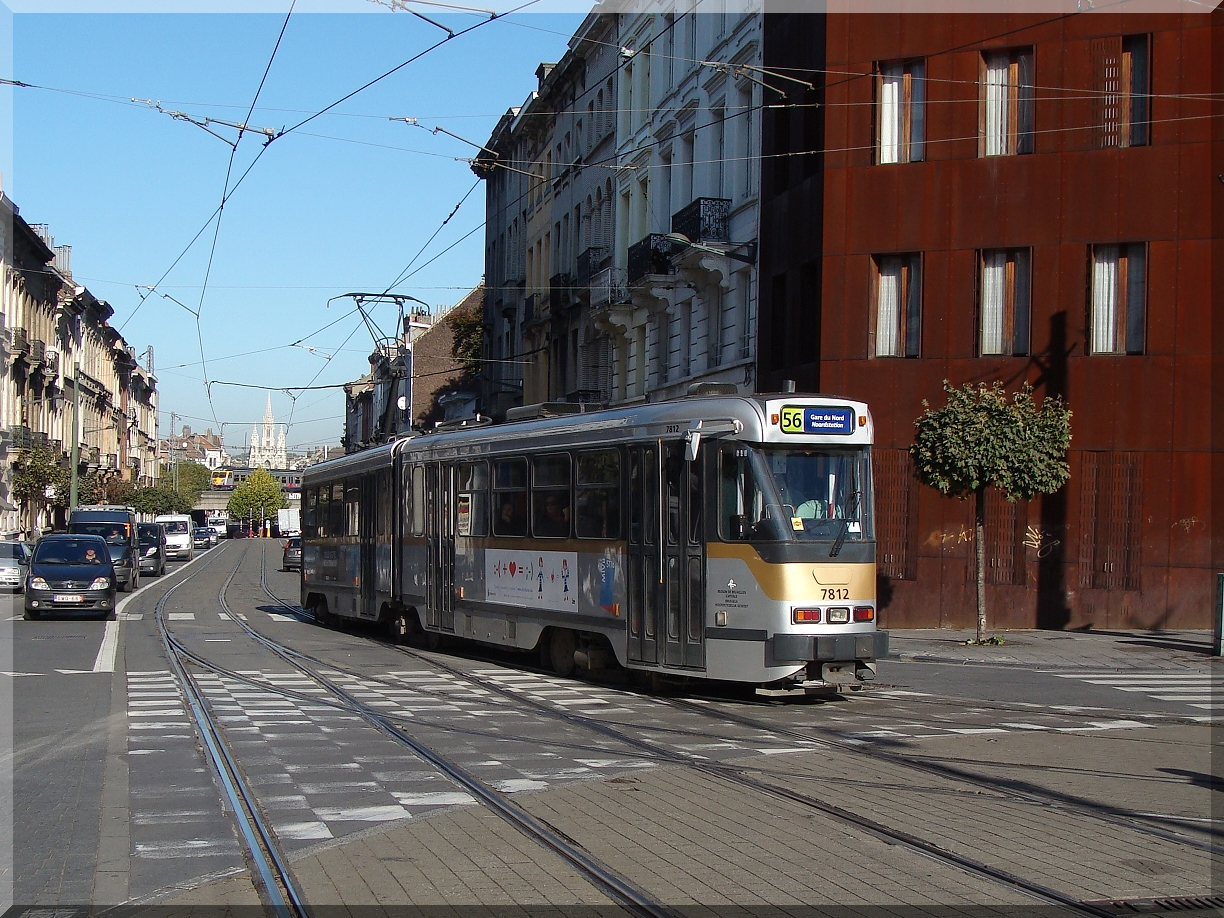
Tramwaj 7800-7812

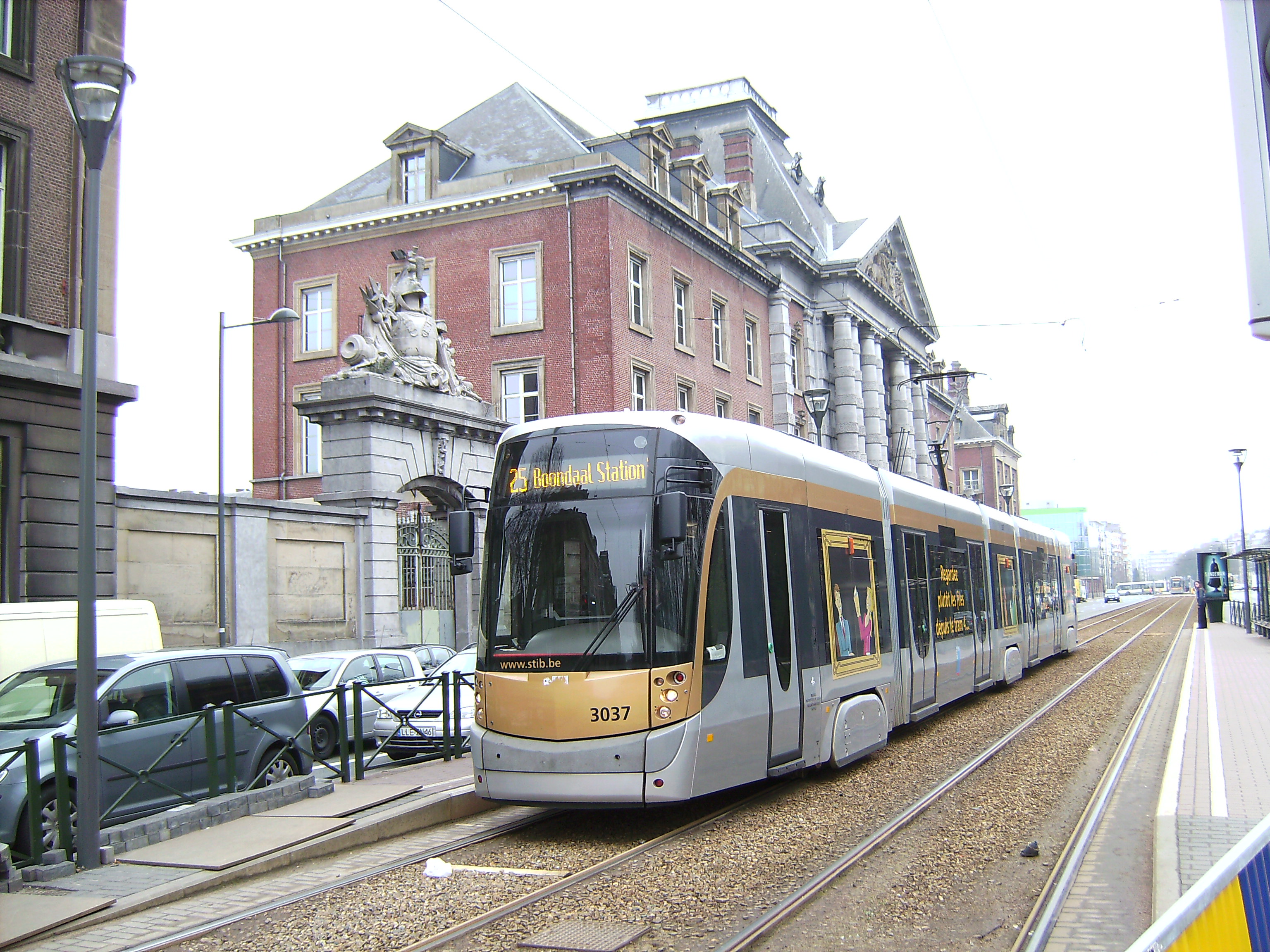
Tramwaj T3000 nr 3037

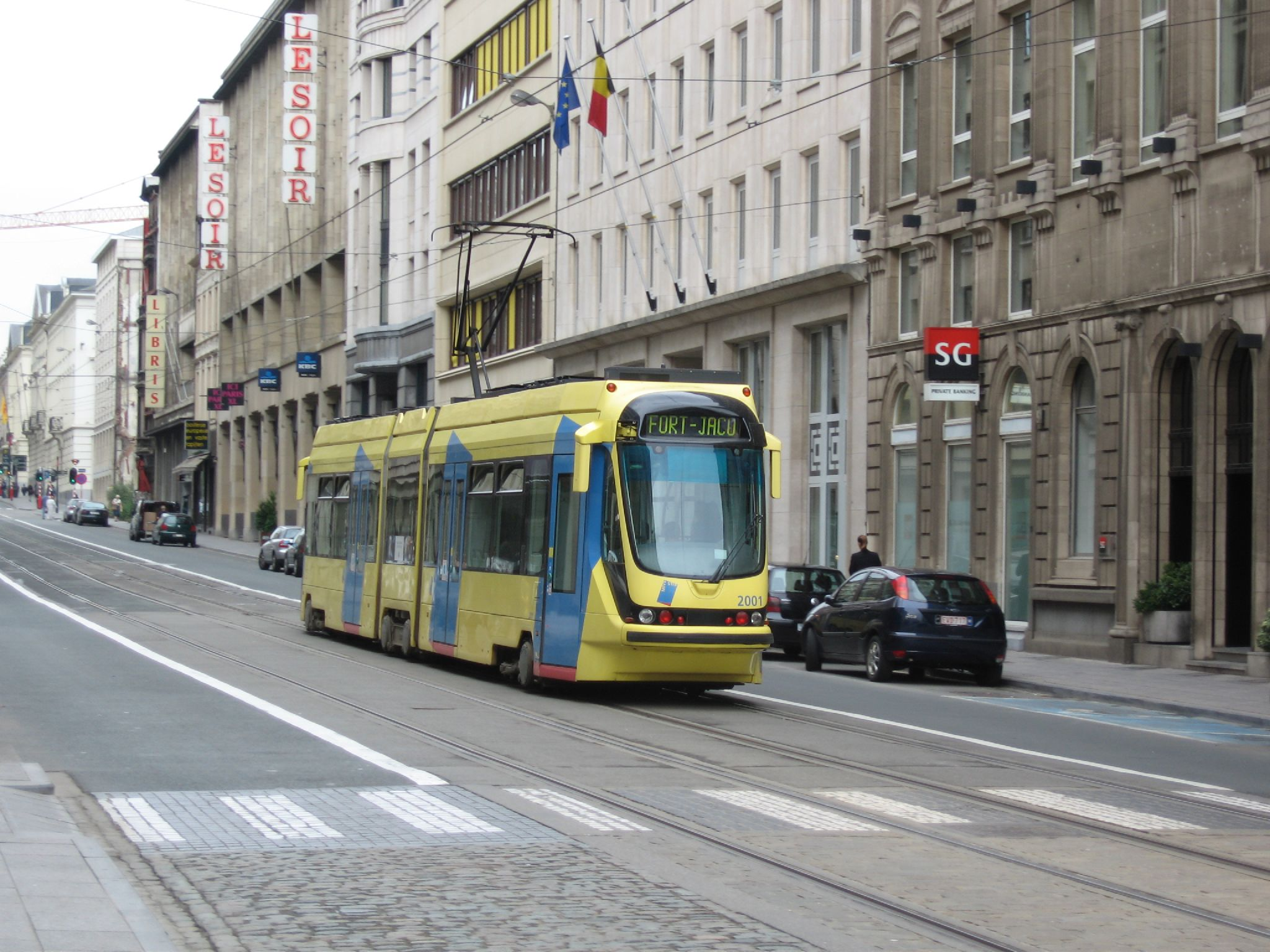
Tramwaj T2000

Na początku lat 70. XX w. zakupiono tramwaje serii 7000, 7700 i 7800. Od 1951 zamawiano wagony serii 7000 w łącznej ilości 96 sztuk. Są czteroosiowe, wysokopodłogowe, obecnie jest to najstarsza seria tramwajów eksploatowanych w Brukseli. Przeszły one modernizację w latach 90. XX w. Wagony serii 7700/7800 zakupione w liczbie 30 sztuk są dwuczłonowe, wysokopodłogowe o długości 21,16 m. W latach 1977–1978 zamówiono 61 tramwajów serii 7900. Tramwaje są trójczłonowe, wysokopodłogowe, o długości 27,86 m. Tramwaje począwszy od serii 7000 skończywszy na serii 7900 to tramwaje produkowane na bazie tramwajów PCC, były produkowane przez La Brugeoise et Nivelles w Brugii.
29 kwietnia 1994 dotarł do Brukseli pierwszy niskopodłogowy tramwaj T2000 wyprodukowany przez firmę Bombardier Transportation. Są to wagony całkowicie niskopodłogowe. Łącznie dostarczono 51 tramwajów tego typu. W marcu 2006 zostały dostarczone pierwsze tramwaje Bombardier T3000 (pięcioczłonowe) o długości 32 m. Pod koniec roku dostarczono pierwsze tramwaj Bombardier T4000 (siedmioczłonowe) o długości 43 m. Do tej pory zakupiono 99 tramwajów serii T3000 oraz 30 tramwajów serii T4000. Podpisano także kontrakt na dostawę kolejnych 87 tramwajów z opcją zwiększenia zamówienia o dodatkowe 15 pojazdów.
Łącznie w Brukseli jest 347 tramwajów typów:
- 7700/7800
- 7900
- T2000 – 51 sztuk
- T3000 – 150 sztuk
- T4000 – 50 sztuk